# Rifugio San Marco
Das Rifugio San Marco ist eine alpine Schutzhütte in den Belluneser Dolomiten in Italien.

## Zustieg und Übergänge
Die Hütte kann in etwa zwei Stunden von San Vito di Cadore oder vom Ortsteil Chiapuzza erreicht werden. Übergänge führen zu den Hütten Rifugio Galassi (1,5 h) und Rifugio Vandelli (4 h) sowie zu den Biwakschachteln Bivacco Slataper (2,5 h), Bivacco Voltolina (3,5 h) und Bivacco Comici (5 h).

## Gipfelziele
Von der Hütte aus sind mehrere Gipfel wie z. B. der Antelao, die Cima Scotter, Gipfel der Sorapissgruppe und der Torre dei Sabbioni zu erreichen.

## Geschichte
Eröffnet wurde sie am 29. September 1895 durch den Venezianischen Alpenverein. Erster Hüttenwirt war Angelo Del Favero (Aucel) aus San Vito di Cadore, der von seinem Aufenthalt in Amerika gute Englischkenntnisse mitgebracht hatte und somit optimal auf internationale Gäste vorbereitet war. Angelo und seine Familie führten das Rifugio von 1895 bis 1951, also länger als ein halbes Jahrhundert. Nach seinem Tod übernahm sein Schwiegersohn Joseph Zwigel, genannt „Bepo todesco“, die Hütte und übergab sie später an Lucia De Lucia, der die Hütte allein betrieb. 1990 ging sie in die Hände der Familie Ossi Marino über.